# Chorley
Pour les articles homonymes, voir Chorley (homonymie).
Chorley est une ville du Lancashire en Angleterre. En 2001, sa population était de 31 556 habitants

## Personnalités nées dans la ville
- Henry Tate (1819-1899), industriel anglais ayant fait don de ses collections qui formèrent la Tate Gallery.
- Charles Herbert Lightoller (1874-1952), marin anglais issu d'une famille aisée de Chorley travaillant dans l'industrie du coton, il fut le deuxième officier du Titanic.
- Harry Entwistle (1940-), prélat anglican australien converti au catholicisme.
- John Foxx (1948-), chanteur d'Ultravox.
- Jason Queally (1970-), coureur cycliste sur piste, champion olympique.